# トマス・リンコン
トマス・エドゥアルド・リンコン・エルナンデス（Tomás Eduardo Rincón Hernández, 1988年1月13日 - ）は、ベネズエラ・サン・クリストバル出身のサッカー選手。カンピオナート・ブラジレイロ・セリエA・サントスFC所属。ベネズエラ代表。ポジションはMF（DMF）。同国代表ではキャプテンを務めている。

## 経歴

### クラブ
UAマラカイボの下部組織に所属し、2007年1月にサモラFCに移籍した。サモラでは33試合に出場して1得点を挙げ、2008年7月まで在籍した。2008年7月、デポルティーボ・タチラFCと2年契約を結んだ。
2009年1月30日、当時22歳でドイツ・ブンデスリーガのハンブルガーSVに同年12月31日までの1年契約でレンタル移籍。ベネズエラ人として初のブンデスリーガ所属選手となった。3月4日のDFBポカール・ヴェルダー・ブレーメン戦でデビューし、4月4日のTSG 1899ホッフェンハイム戦(1-0)で87分に途中出場してブンデスリーガデビューを飾った。12月10日、ハンブルガーSVへ完全移籍を果たし、2014年6月30日までの契約を結んで完全移籍した。
2014年7月31日、イタリア・セリエAのジェノアCFCへ完全移籍。8月24日のコッパ・イタリア予選3回戦・ランチャーノ戦でジェノアデビューを果たし、8月31日のSSCナポリ戦でセリエAデビューを果たした。
2017年1月3日にユヴェントスFCへの移籍が決定。移籍金は800万ユーロ。契約は2020年までの3年半。背番号は28番。なお、ユヴェントス史上初のベネズエラ人選手となった。
2017-18シーズン開幕前の2017年8月12日にユヴェントスと同じくトリノに本拠地を置くトリノFCに1年間の買い取りオプション付きの1年契約でレンタル移籍が決定。シーズン中の2018年2月6日にトリノが買取オプションを行使したことが発表された。
2022年1月8日、リンコンはサンプドリアに期限付き移籍で加入した。 2022年7月5日、彼はサンプドリアに完全移籍し、1年契約を結んだ。

### 代表
2007年にはU-20ベネズエラ代表としてパラグアイで開催された2007 南米ユース選手権に出場した。2010 FIFAワールドカップ・南米予選でベネズエラ代表デビューした。
2011年にアルゼンチンで開催されたコパ・アメリカ2011では、10選手がノミネートされた投票を制してアディダス・ベスト・プレーヤーに輝いた。コパ・アメリカ2015大会終了後、フアン・アランゴの代表引退と同時にキャプテンマークを譲り受け、新キャプテンに就任した。

## 個人成績
2017年5月21日時点
| クラブ                   | シーズン     | 国内リーグ | 国内リーグ | 国内カップ | 国内カップ | 国際カップ | 国際カップ | 通算 | 通算 |
| クラブ                   | シーズン     | 出場       | 得点       | 出場       | 得点       | 出場       | 得点       | 出場 | 得点 |
| ------------------------ | ------------ | ---------- | ---------- | ---------- | ---------- | ---------- | ---------- | ---- | ---- |
| サモラFC                 | 2007–08      | 31         | 1          | 0          | 0          | 2          | 0          | 33   | 1    |
| サモラFC                 | 通算         | 31         | 1          | 0          | 0          | 2          | 0          | 33   | 1    |
| デポルティーボ・タチラFC | 2008–09      | 18         | 0          | 0          | 0          | 0          | 0          | 18   | 0    |
| デポルティーボ・タチラFC | 通算         | 18         | 0          | 0          | 0          | 0          | 0          | 18   | 0    |
| ハンブルガーSV           | 2008–09      | 1          | 0          | 1          | 0          | 2          | 0          | 4    | 0    |
| ハンブルガーSV           | 2009–10      | 17         | 0          | 0          | 0          | 11         | 0          | 28   | 0    |
| ハンブルガーSV           | 2010–11      | 19         | 0          | 2          | 0          | —          | —          | 21   | 0    |
| ハンブルガーSV           | 2011–12      | 27         | 0          | 3          | 0          | —          | —          | 30   | 0    |
| ハンブルガーSV           | 2012–13      | 20         | 0          | 0          | 0          | —          | —          | 20   | 0    |
| ハンブルガーSV           | 2013–14      | 22         | 0          | 4          | 0          | —          | —          | 26   | 0    |
| ハンブルガーSV           | 通算         | 106        | 0          | 10         | 0          | 13         | 0          | 129  | 0    |
| ジェノアCFC              |              |            |            |            |            |            |            |      |      |
| 2014–15                  | 29           | 0          | 2          | 0          | —          | —          | 31         | 0    |      |
| 2015–16                  | 33           | 3          | 3          | 0          | —          | —          | 34         | 3    |      |
| 2016–17                  | 17           | 0          | 1          | 0          | —          | —          | 18         | 0    |      |
| 通算                     | 79           | 3          | 4          | 0          | 0          | 0          | 83         | 3    |      |
| ユヴェントスFC           |              |            |            |            |            |            |            |      |      |
| 2016–17                  | 13           | 0          | 3          | 0          | 3          | 0          | 19         | 0    |      |
| 通算                     | 13           | 0          | 3          | 0          | 3          | 0          | 19         | 0    |      |
| キャリア通算             | キャリア通算 | 249        | 4          | 19         | 2          | 16         | 0          | 284  | 6    |

## タイトル

### クラブ
ユヴェントス
- セリエA: 2016-17
- コッパ・イタリア: 2016-17

### 個人
- コパ・アメリカ2011 アディダス・ベスト・プレーヤー